# 繁峙县居民办事处
繁峙县居民办事处，是中华人民共和国山西省忻州市繁峙县下辖的一个乡镇级行政单位。

## 行政区划
繁峙县居民办事处下辖以下地区：
东泰社区、府新社区、东石龙社区、西石龙社区、建设街社区、跃进社区、城南社区和老城社区。